# حب الملوك
حَبُّ المُلُوكِ أو خروع سيني أو حَبُّ السَّلَاطِينِ أو كروتون (الاسم العلمي: Croton tiglium) هو نوع من النباتات يتبع جنس الكروتون من الفصيلة الفربيونية.

## الأستخدامات
حب الملوك هو واحد من الخمسون عشباً المستعملة في الطب الشعبي الصيني. ويستخدم لمعالجة الإمساك ومن هنا أتت تسميته بالمسهل (بالإنجليزية: Purging Croton)‏.